# ممنوع للطلبة (فلم)
ممنوع للطلبة فيلم كوميدي ودراما للمخرج السعيد مصطفى عام 1984 عن قصة وسيناريو وحوار أنور عبد الملك. الفيلم من بطولة سمير صبري، مها أبو عوف، محمد رضا، أحمد عدوية، المنتصر بالله، وحنان سليمان  وتدور الأحداث حول المعلم شلتوت الذي يقرر إحضار ثلاثة من جهابذة التعليم لمساعدة ابنته على الحصول على أكبر مجموع في الثانوية العامة، إلا أنه في الواقع لا يجد سوى ثلاثة من الطلبة الفاشلين. صدر الفيلم إلى دور العرض المصرية في 5 سبتمبر 1984. الموافق لعيد الأضحى 1404 هـ.منح موقع قاعدة بيانات الأفلام العربية "السينما.كوم" الفيلم درجة 5.4/ 10.

## طاقم التمثيل
- سمير صبري: في دور محسن/ حسن
- مها أبو عوف: في دور فاتن شلتوت
- محمد رضا: في دور المعلم شلتوت
- أحمد عدوية: في دور شوقي الحلواني
- المنتصر بالله: في دور أنور كريم
- شويكار: في دور قوت القلوب
- حنان سليمان: في دور أمل
- أمل إبراهيم: في دور زكية
- فاروق فتح الله: في دور المعلم عسل
- حسن الديب: في دور عنتر
- حلمي أبو هيف: في دور حلمي
- بدر نوفل: في دور فايز بيه عبد البر
- عبير كمال: في دور سوزي
- أحمد العضل: في دور المعلم سليط
- نادية شمس الدين: في دور زوجة المعلم عسل
- عاطف بركات: في دور عبد الفضيل فاضل [9][10]

## أحداث الفيلم
يعيش المعلم شلتوت (محمد رضا) صاحب شونة البصل، بعد موت زوجته، مع ابنته فاتن (مها أبوعوف). كانت أمنية زوجته، أن تلتحق فاتن بكلية الطب، وصمم المعلم شلتوت على تحقيق أمنية زوجته الراحلة، لذلك أرجأ زواجه من قوت القلوب (شويكار)، حبه السابق على زواجه من زوجته الراحلة، حتى تدخل فاتن كلية الطب. تفشل فاتن في الحصول على درجة تؤهلها لدخول كلية الطب ويتكرر الفشل لثلاث سنوات. يقرر المعلم تخصيص شقة يسكنها ثلاثة من مفتشى وزارة التربية والتعليم، للإقامة بها مجانا، مقابل تدريس اللغات والعلوم لإبنته فاتن، حتى تحصل على المجموع المناسب لكلية الطب، وكلف السمسار عبدالفضيل فاضل (عاطف بركات)، بالبحث عن المفتشين للسكنى لديه، ولكن السمسار لم يعثر على المطلوب، ولكن جاءه ثلاثة من الطلبة، المتعثرين في وجود سكن، ويتوسلون له مساعدتهم، الأول محسن جلال (سمير صبري)، القابع بكلية الطب منذ 10 سنوات، بسبب بحثه الدائم عن سكن مناسب لإمكانياته، والثانى شوقى الحلواني (أحمد عدوية)، طالب الهندسة الذي كان يسكن فوق سطح أحد المباني، وتم القبض على اصحاب العقار، لإدارتهم له في لعب القمار، وتم طرده من السطح، والثالث أنور كريم (المنتصر بالله)، الطالب بنهائى كلية العلوم والذي كان يسكن في حجرة مفروشة، فلما تم طلاق إبنة صاحب الشقة، وجاءته بأولادها، قام بطرده من الحجرة، وقد رق السمسار لحالهم، وتحايل على المعلم شلتوت وقام بتغيير هيئة الطلبة، ليبدون أكبر سنا، ويدعون أمام المعلم بأنهم من مفتشي الوزارة، على أن يدرس محسن لفاتن اللغة العربية، ويدرس لها شوقى اللغات الحية، ويقوم أنور بتدريس الكيمياء والطبيعة، ورحب المعلم شلتوت بالمفتشين، ورحبت بهم قوت القلوب، التي تنتظر نجاح فاتن، لكى تتزوج من المعلم شلتوت، حبها الدائم، غير أن المعلم عسل (فاروق فتح الله) صاحب شونة البصل والمتزوج من زوجتين، كان يريد الزواج من قوت القلوب، ويرسل لها الهدايا، من فاكهة ودجاج وبط وخلافه، مع خادمتها زكية (أمل إبراهيم)، التي كانت تعمل وسيط لصالح المعلم عسل طمعا في كتابة عقد إيجار، للشقة التي تقيم بها في عمارته، كما كان المعلم عسل قد اتفق مع باقي تجار البصل، لإخفائه من السوق، حتى يرتفع ثمنه، ولكن المعلم شلتوت كان يرفض الإتجار في قوت الشعب، فصار الخلاف بينه وبين المعلم عسل كبيرا، رفض الاشتراك في ضرب الأسعار، والتنافس على الزواج من قوت القلوب. تعامل المفتشين الثلاثة مع فاتن وزميلتيها أمل (حنان سليمان) وسوزي (عبير كمال)، ونجحوا في التدريس والتخفي عن حقيقتهم، ولكن فاتن تعلقت بمدرسها الوقور ذو الشعر الابيض محسن، ورأت فيه صفات لا تجدها بوالدها، الذي يحاول ارغامها على دراسة تبعد كثيرا عن ميولها، وأمام جمال ورقة فاتن وحبها له، احبها محسن كذلك، ولكنه وقع في مشكلة، فهى تحب محسن الكبير في السن، وليس محسن الشاب، وأصيب بالحيرة، وحاول أن يغير مفاهيمها عنه دون جدوى، فترك المنزل، وعاد بدون أدوات التنكر، وادعى أنه حسن طالب كلية الطب، شقيق محسن الذي انشغل ببعض قضايا الميراث وأرسله بدلا منه لتدريس اللغة العربية لفاتن حتى عودته، ولكن فاتن لم تنجذب لحسن، رغم محاولاته المضنية لمغازلتها، حتى انه تجرأ وصارحها بحبه، ولكنها لم تقبله، وحاولت استشارة جارتها قوت القلوب، التى نصحتها بقبول حسن لأنه من سنها. وتفاجأ الطلبة بدعوة المعلم شلتوت لصديقه فايز بيه عبد البر (بدر نوفل) كبير مفتشى وزارة التربية والتعليم، والذى يلعب الطاولة مع الوزير، فادعى شوقي المرض، وصحبه أنور للمستشفى، بينما حضر المقابلة حسن نيابة عن أخيه محسن، وادعى أمام فايز بيه، أن الوزير خاله، ومرت المقابلة على خير، ولما يأس حسن، قرر عودة محسن، الذي حاول أن يبدو شخصا سيئا حتى تكرهه فاتن، ولكنه فشل، فقرر البوح للمعلم شلتوت بحقيقته، وأن محسن هو حسن، وفى نفس الوقت قام المعلم عسل بخطف فاتن، ليجبر المعلم شلتوت على الاشتراك في تعطيش السوق من البصل، ليتمكنوا من رفع ثمنه. تعاون الطلبة الثلاث مع المعلم شلتوت، لإنقاذ فاتن من عصابة المعلم عسل، ونجحوا في إنقاذها، غير أن المعلم شلتوت أصيب إصابة بالغة، واحتاج لنقل دم، فأمده محسن من دمه، وحفظت له فاتن جميله، ووافقت عليه بدلا من أخيه الوهمي.

## وصلات خارجية
- مقالات تستعمل روابط فنية بلا صلة مع ويكي بيانات
- ممنوع للطلبة على موقع الدهليز
- ممنوع للطلبة على موقع كاروهات